# Первая четверть

Цифрой 3 на схеме обозначена первая четверть.

Пе́рвая че́тверть (лат. Luna crescens dimidiata) — фаза Луны, при которой освещена ровно половина видимой её части, причём, в отличие от третьей (последней) четверти, доля освещённой части в этот момент увеличивается (то есть Луна движется от новолуния к полнолунию). В этой фазе Луна находится в восточной квадратуре, то есть её элонгация {\displaystyle \varepsilon _{\text{🌙}}} составляет 90°. При этом Луна находится к востоку от Солнца и освещена западная часть видимой стороны Луны.
Вблизи экватора Земли Луна в первой четверти восходит примерно в полдень, а заходит примерно в полночь; в других частях земного шара моменты восхода и захода Луны зависят от времени года, но во всех случаях Луна в первой четверти восходит приблизительно через 6 часов после восхода Солнца и заходит примерно через 6 часов после захода Солнца; таким образом, Луна в первой четверти видна вечером и в начале ночи. Верхняя кульминация Луны в первой четверти происходит около 18 часов по местному времени, нижняя кульминация — около 6 часов утра. Луна в первой четверти восходит и заходит освещённым (западным) полушарием вперёд. Терминатор для земного наблюдателя во время первой и последней четверти представляется прямой линией, диаметрально разделяющей диск Луны.
Для наблюдателя, находящегося в полярных и умеренных широтах Северного полушария Земли, в первой четверти освещена правая половина Луны, а в аналогичных широтах Южного — левая. Для наблюдателя, находящегося близко к экватору, до прохождения Луной точки верхней кульминации освещена верхняя половина Луны, а после - нижняя. Видимая звёздная величина Луны при этом равна −9m (это ярче, чем в последней четверти, так как в западной половине Луны меньше морей, чем в восточной, если пренебречь рефракцией). Освещённости, создаваемой Луной в первой четверти, уже достаточно, чтобы предметы на Земле отбрасывали тени, но эти тени нечёткие.
В римском календаре на день первой четверти Луны первоначально приходились ноны данного месяца (5-й или 7-й день после календ).
Амплитуда приливов и отливов в моменты первой и последней четверти минимальна (квадратурные приливы), поскольку приливные волны от Луны и Солнца в это время находятся в противофазе.
Во время первой четверти Луна следует за Землёй в орбитальном движении пары Земля-Луна по орбите вокруг Солнца, отставая примерно на 400 тыс. км (радиус лунной орбиты). В это время для наблюдателя, находящегося на Луне, Земля будет видна в последней четверти, поскольку фазы планеты и спутника всегда противоположны (новолуние соответствует «полноземью» и т. д.).

### Фазы Луны
Ниже приведены фазы Луны при наблюдении из умеренных и полярных широт Северного полушария и Южного полушария.
| Название           | Северное полушарие | Южное полушарие |
| ------------------ | ------------------ | --------------- |
| Новолуние          |                    |                 |
| Молодая луна       |                    |                 |
| Первая четверть    |                    |                 |
| Прибывающая луна   |                    |                 |
| Полнолуние         |                    |                 |
| Убывающая луна     |                    |                 |
| Последняя четверть |                    |                 |
| Старая луна        |                    |                 |